# Naiv konst

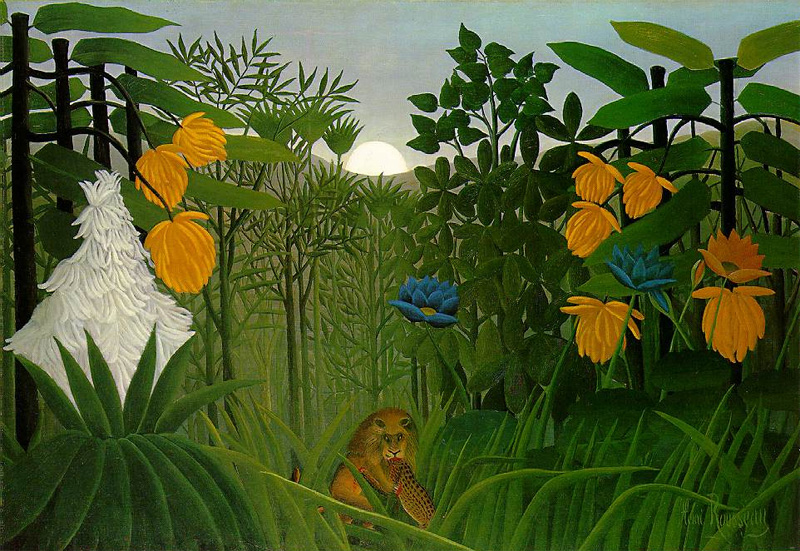
Henri Rousseaus Le repas du lion (ca 1907).

Naiv konst är ett konstbegrepp som används om en typ av föreställande konst som har en barnslig enkelhet i både uttrycket och teknik. Naiv konst skapas ofta av särlingskonstnärer, det vill säga konstnärer utan formell konstnärlig utbildning och utan någon större kontakt med konstetablissemanget. Begreppet blandas ofta samman med naivism, eller primitivism men där de båda senare är uttryck för professionella konstnärer som försöker skapa i en naiv stil, såsom Paul Gauguin, Mikhail Larionov, Paul Klee och Sergey Zagraevsky .
Begreppet naiv konst existerade inte före 1900-talets inbrott och åsikterna om vilka äldre målare som kan sägas uppfylla kriterierna varierar. Henri Rousseau spelade en avgörande roll för att den naiva konsten blev ett seriöst konstbegrepp. Senare franska naiver som influerades av Rousseau var bland andra André Bauchant, Camille Bombois och Louis Vivin. I många fall kan det vara svårt att dra en skarp gräns mellan naiv konst och naivism. Under 1910-30-talen var flera naiva skolor populära i Europa, men det blev i USA som de fick störst betydelse. Äldre konstnärer som Edward Hicks lyftes fram men även samtida som Morris Hirshfield, John Kane och Grandma Moses. I Kanada har folkkonstnären Maud Lewis tavlor lyfts fram som exempel på naiv konst. I Östeuropa kom under kommunisttiden den naiva konsten att omhuldas som genuint folklig och en biennal för naiv konst skapades i Bratislava.
I Sverige har en rad självlärda och särpräglade konstnärer uppmärksammats som "äktnaiva" som Lim-Johan och Nils Nilsson Skum. Även Josabeth Sjöberg brukar framhållas som ett exempel på naiv konst som trots felaktigt perspektiv och förvrängda proportioner lyckas förmedla en närvaro i samtidens vardagsliv. Andra exempel på självlärda, men ändå i nära kontakt med ledande konstströmningar utvecklade konstnärer, är Anna Berg och Anna Casparsson.